# Here (álbum de Alicia Keys)
Here (estilizado HERE) é o sexto álbum de estúdio da cantora, compositora e produtora norte americana Alicia Keys. Foi lançado em 4 de novembro de 2016 pela RCA Records.
Keys gravou o álbum em sessões no Jungle City Studios, em Nova York, e no Oven Studios, com os produtores Mark Batson, Swizz Beatz, Illangelo, Jimmy Napes e Pharrell Williams. A cantora havia terminado de escrever e gravar o material para o álbum antes de descobrir que estava grávida em 2014, o que colocou o lançamento do álbum em espera. O álbum é derivado dos gêneros R&B, jazz e hip hop com elementos de soul, blues elétrico, reggae, calipso, folk e música gospel.
Here ficou em segundo lugar no Billboard 200 em sua primeira semana de lançamento e se tornou o sétimo álbum de Keys no topo da parada Top R&B/Hip-Hop Albums. Até maio de 2017, já havia vendido 131 mil cópias em todo o mundo. Criticamente, o álbum foi bem recebido, já que os críticos aplaudiram a qualidade bruta e urgente da música e sua exploração das lutas sociais e da vida afro-americana.

## Antecendentes
Alicia planejava lançar "Here" em 2014 mas ao descobrir que estava grávida de 4 meses de seu segundo filho "Genesis" preferiu mudar de ideia e adiar o lançamento do álbum. Em seu livro de memórias "More Myself" lançado em 2020, ela relatou o caso. "Eu não estava pronta para aquilo, esse é o pior momento da história. Estou trabalhando no meu próximo álbum. Meu marido acabou de entrar na Harvard Business School. E eu tenho bebido muito" disse ela. 
Alicia pensou em desistir da gravidez, "A música que eu estava criando parecia mais importante e urgente do que praticamente tudo. Eu teria que adiar o lançamento por pelo menos um ano se eu escolhesse ter o bebê", Em uma noite, em uma das sessões de gravações do álbum, a cantora disse que teve uma epifania que a fez mudar de ideia. "Enquanto estava lutando com minha dúvida, fui ao estúdio uma noite e comecei a ouvir 'More Than We Know', uma música que Swizz e eu escrevemos. As letras são sobre como somos capazes de muito mais do que podemos imaginar. Meus olhos se encheram de lágrimas. Como eu poderia tirar o potencial dessa linda criança, essa luz que poderia tocar os outros de maneiras que eu não podia sonhar. Para mim, a música era uma mensagem poderosa de que eu deveria continuar com a gravidez” completou.

## Composição e gravação
Keys gravou Here em sessões no Jungle City Studios e no Oven Studios em Nova York. Ela falou sobre o processo criativo do álbum em uma entrevista para a revista Citizens of Humanity:
"A música para este álbum foi criada tão rápido - a mais rápida que já criei antes. Era como chover todas as noites, como se tempestades de música estivesse saindo. Foi uma loucura porque eu nunca experimentei criar assim; entrei sabendo o que eu queria falar, eu sabia os tópicos que eu queria abordar e sabia quem eu queria reunir para me ajudar a criar essa poderosa jornada sonora e lírica, então tudo que fiz foi com tanta intenção de que quando a música começasse, fizesse sentido que fosse tão rápida. Nós fizemos provavelmente 30 músicas em 10 dias".
Here é o primeiro álbum de Keys em quatro anos, substituindo Girl on Fire (2012). A cantora disse que ela não estava planejando um hiato, mas depois que ela terminou de gravar o material para o álbum, ela descobriu que estava grávida, que "deu um tempo diferente", seu filho Genesis nasceu em dezembro de 2014.

## The Gospel
Em 21 de Abril de 2016, Alicia apresentou no Festival de Cinema de Tribeca, "The Gospel" um misto de curta-metragem e documentário que mostra a comunidade negra da cidade natal da cantora, Nova York, sob diferentes aspectos. O filme tem pouco mais de 20 minutos de duração e trata tanto da questão da histórica brutalidade policial contra os cidadãos negros da região quanto do dia a dia de meninas e mulheres e da comunidade LGBT.
Filmado em preto e branco e dirigido por A.V. Rockwel, "The Gospel" combina breves entrevistas com personagens da cidade e cenas do processo de composição do álbum. Em 3 de Novembro de 2016 foi lançado em seu canal oficial do Youtube.

### Capítulos
"The Gospel" é dividido em 4 capítulos e apresenta trechos de músicas de Here e de outros artistas que serviram de inspiração para criação do álbum:
- Capítulo 1 - All God's Children  (contém trechos de Shaolin Brew, "The Gospel" e "Pawn It All")
- Capítulo 2 - Sweet Girl  (contém trechos de "She Don't Really Care" e "One Love")
- Capítulo 3 - Young Love
- Capítulo 4 - The Gift  (contém trechos de "Illusion of Bliss" e "28 Thousand Days")

## Lançamento e promoção
O primeiro single da edição padrão do álbum, "Blended Family (What You Do for Love)", foi lançado em 7 de outubro de 2016. Um single anterior, "In Common", foi lançado em 4 de maio e cantado por Keys no episódio de 7 de maio do Saturday Night Live; e posteriormente incluído na edição de luxo do álbum. Em 9 de outubro, Keys dirigiu o show especial Here in Times Square, apresentando performances das faixas do álbum e outras músicas com vários artistas convidados na Times Square de Nova York. O especial foi transmitido pela BET em 3 de novembro. Here foi lançado no dia seguinte pela RCA Records. Em 19 de Janeiro de 2017 é lançado o especial "Landmarks Live In Concert" do canal de tv americano, PBS, gravado durante um ano, onde Alicia fez performances de suas canções em vários pontos turísticos de Nova York e foi entrevistada por Chad Smith. 

## Recepção da crítica
| Críticas profissionais | Críticas profissionais |
| Pontuações agregadas   | Pontuações agregadas   |
| Fonte                  | Avaliação              |
| ---------------------- | ---------------------- |
| AnyDecentMusic?        | 7.3/10                 |
| Metacritic             | 76/100                 |
| Avaliações da crítica  |                        |
| Fonte                  | Avaliação              |
| AllMusic               | [ 12 ]                 |
| Consequence of Sound   | B–                     |
| Entertainment Weekly   | B+                     |
| The Guardian           | [ 29 ]                 |
| The Independent        | [ 30 ]                 |
| The Irish Times        | [ 31 ]                 |
| NME                    | [ 32 ]                 |
| Pitchfork              | 6.5/10                 |
| Rolling Stone          | [ 34 ]                 |
| Vice                   | A–                     |

Here foi recebido com críticas em sua maioria positivas dos críticos. No Metacritic, que atribui uma classificação normalizada de 100 a revisões de publicações tradicionais, o álbum recebeu uma pontuação média de 76, com base em 14 avaliações.
Revendo Here para The Independent, Andy Gill elogiou a escrita e a musicalidade de Keys, considerando-a "fundamentada em um apelo melódico que é quase magnético". Para o Vice, Robert Christgau saudou o álbum como o melhor disco de Keys desde sua estreia em Songs in A Minor, considerando-a "simultaneamente crua e política", e creditando a Swizz Beatz por definir "o funk de suas aventuras na demanda de gospel, evocando o sucesso de Memphis enquanto permanece tão hip-hop que as amostras permanecem no território da Nas-Wu-Tribe". Jim Fusilli, do The Wall Street Journal, creditou a cantora por buscar novos e menos comerciais sons sem descartar seu forte soul-clássico, e o jornalista da Rolling Stone, Keith Harris, disse que ela exibiu um R&B mais rude do que influências clássicas de piano de seu trabalho anterior sugerindo uma atmosfera "agitada mas coerente" evocativa da cidade de Nova York, com influências do boom bap, da música latina e do soul dos anos 70.. A escritora da Entertainment Weekly, Nolan Feeney, disse que Keys tocou com um "fogo em sua voz e uma cadência quase de rap", a urgência eo assunto fizeram do álbum seu "lançamento mais vital em anos" e uma adição bem-vinda ao rico catálogo de álbuns de 2016... que abordam a vida negra na América. Nick Levine da NME elogiou a abordagem "mais solta e mais jovem" de Keys, e apreciou que ela "não se coíbe da aqui aqui" enquanto também olha para fora em Explorações de lutas sociais De acordo com Ludovic Hunter-Tilney do Financial Times, Here foi animada por "música politicamente ativa" como o hino dos direitos civis de Sam Cooke em 1964, e sugeriu que os poderosos vocais de Keys carregam a memória de Lauryn Hill em seu auge".
Alguns revisores estavam menos entusiasmados. Andy Kellman, da AllMusic, observou energia e convicção no desempenho de Keys, e vários "pontos de destaque de carreira" em "She Don't Really Care_1 Luv" e "Blended Family". Ele finalmente achou a música do álbum feita apressadamente, "oca" e "grosseira", no entanto, atribuindo isso ao "nível de energia revigorado de Keys e necessidade de simplesmente expulsar as ideias, ao invés de refiná-las". Vanessa Okoth-Obbo, da Pitchfork, aplaudiu a experimentação musical e a variedade da cantora, mas achou a letra pouco vigorosa e se opôs a ela por "habitar as personagens de múltiplos personagens" às custas da revelação pessoal; Na opinião de Okoth-Obbo, o álbum "faz pouco para promover nossa compreensão de quem Keys é como artista".

## Desempenho Comercial
Here estreou em segundo lugar na Billboard 200 com 50,000 cópias equivalentes (sendo 42,000 cópias puras)
e se tornou o sétimo álbum de Keys no topo da parada
R&B/Hip-Hop Albums.
Até maio de 2017, havia vendido 131 mil cópias em todo o mundo. Criticamente, o álbum foi bem recebido, pois os críticos aplaudiram a qualidade bruta e urgente da música e sua exploração das lutas sociais e da vida afro-americana.

## Alinhamento de faixas
| Edição padrão  |                                                                         | |                                                            |         |  |
| N.º            | Título                                                                  | Compositor(es) | Produtor(es)                                               | Duração |  |
| 1.             | "The Beginning (Interlude)"                                             | Alicia Keys | Alicia Keys                                                | 1:04    |  |
| 2.             | "The Gospel"                                                            | Keys Mark Batson Kasseem Dean Shawn Martin Robert Diggs Jason Hunter Corey Woods | The Il'Luminares (Alicia Keys, Mark Batson e Swizz Beatz)  | 3:01    |  |
| 3.             | "Pawn It All"                                                           | Keys Dean Batson Harold Lilly | The Il'Luminares                                           | 3:10    |  |
| 4.             | "Elaine Brown (Interlude)"                                              | Keys | Keys                                                       | 0:50    |  |
| 5.             | "Kill Your Mama"                                                        | Keys Emeli Sandé | Keys                                                       | 2:40    |  |
| 6.             | "She Don't Really Care_1 Luv"                                           | Keys Dean Tyrone Johnson Edwin Birdsong Kamaal Fareed Ali Shaheed Muhammad William Henry Allen Roy Ayers Walter Booker Charles Stepney / Keys Batson Dean Lily Nashir Jones James Health | Keys Beatz Tyrone "Musicman Ty" Johnson / The Il'Luminares | 6:07    |  |
| 7.             | "Elevate (Interlude)"                                                   | Keys | Keys                                                       | 0:48    |  |
| 8.             | "Illusion of Bliss"                                                     | Keys Batson Dean Lilly | The Il'Luminares                                           | 5:23    |  |
| 9.             | "Blended Family(What You Do for Love)" (com participação de ASAP Rocky) | Keys Latisha Hyman Dave Cuncio Rakim Mayers Aly Brandon Edie Brickell John Bush John Houser Kenneth Withrow                                                                              | Keys Batson                                                | 3:33    |  |
| 10.            | "Work on It"                                                            | Keys Pharrell Williams | Pharrell Williams                                          | 3:34    |  |
| 11.            | "Cocoa Butter (Cross & Pic Interlude)"                                  | Keys | Keys                                                       | 0:59    |  |
| 12.            | "Girl Can't Be Yourself"                                                | Keys Batson Lilly Martin | The Il'Luminares                                           | 2:39    |  |
| 13.            | "You Glow (Interlude)"                                                  | Keys | Keys                                                       | 0:25    |  |
| 14.            | "More Than We Know"                                                     | Keys Hyman Batson Lilly | The Il'Luminares                                           | 4:35    |  |
| 15.            | "Where Do We Begin Now"                                                 | Keys Batson Lilly | The Il'Luminares                                           | 2:47    |  |
| 16.            | "Holy War"                                                              | Keys Carlo Montagnese Billy Walsh | Carlo "Illangelo" Montagnese Keys                          | 4:22    |  |
| Duração total: | Duração total:                                                          | Duração total: | Duração total:                                             | 45:55   |  |

| Faixas da edição internacional |              |                                   |              |         |  |
| N.º                            | Título       | Compositor(es)                    | Produtor(es) | Duração |  |
| 17.                            | "Hallelujah" | Keys Jimmy Napes                  | Keys Napes   | 3:09    |  |
| 18.                            | "In Common"  | Keys Montagnese Tayla Parks Walsh | Illangelo    | 3:29    |  |

Notas e Créditos de Demonstração
- "The Gospel" - Contém samples de "Shaolin Brew" escrita por Robert Diggs, Jason Hunter, Corey Woods e performado por Wu-Tang Clan, também contém samples não creditada de "Feeling Good" escrita por Anthony Newley e Leslie Bricusse e performada por Nina Simone.
- "She Don't Really Care_1 Luv" -Contém samples de "Fool Yourself" escrito por Fred Tackett e performado por Little Feat, contém samples de "Bonita Applebum" escrito por Q-Tip, Jarobi White e performado por A Tribe Called Quest e contém interpolações e samples de One Love escrito por Nas, Q-Tip, Jimmy Heath e performado por Nas.
- "Blended Family (What You Do for Love)" - Contém samples de "What I Am" escrito por Edie Brickell e Kenny Withrow e performado por "Edie Brickell & New Bohemians".

## Equipe e produção
Créditos adaptados de Notas do encarte de Here.

### Músicos
- Alicia Keys - arranjadora, conceito, programação de bateria, produtora executiva, Fender Rhodes, teclados, baixo Moog, piano, produtor, vocal, arranjo vocal, produtor vocal, vocal de fundo
- Roy Ayers - vibrafone, vocais de fundo
- Mark Batson - programação de bateria, teclados, produtor, vocais de fundo
- Tish Hyman - vocais de fundo
- Illangelo - instrumentação, mixagem, produtor
- Dave Kuncio - guitarra
- Harold Lilly - programação de bateria, vocais de fundo
- MusicManTy - baixo, programação de bateria
- ASAP Rocky - vocais
- Pharrell Williams - programação de bateria, produtor
- Latisha Hyman -vocais de fundo

### Capa e fotos
- Meghan Foley - direção de arte, design
- Erwin Gorostiza - direção criativa
- Arthur Johnson - videografia
- Paola Kudacki - fotografia
- Earle Sebastian - direção criativa

### Produção
- Alicia Keys — produção, produção executiva
- Swizz Beatz — produção, produção executiva
- Mark Batson - produção
- The Il'luminaries - produção
- Erika Rose - produção executiva
- Mike Larson - engenharia
- Ken Lewis - engenharia
- Ann Mincieli - engenharia, mistura
- Zeke Mishanec - engenharia vocal
- Tony Maserati - mistura
- Val Brathwaite - assistência, assistência de mixagem, assistência a projetos
- John Cranfield - assistência de mixagem
- Justin Hergett - assistência de mixagem
- Sean Klein - assistência, assistência de mixagem
- Brendan Morawski - assistência, assistência de mixagem, assistência a projetos
- Ramon Rivas - assistência, assistência de mixagem, assistência a projetos, videografia
- Tyler Scott - assistência de mixagem
- David Kutch - masterizanção
- Kevin Peterson - assistência
- Kez Khou - assistência ao projeto
- Jon Schacter - assistência
- Eric Eylands - assistência

## Desempenho nas tabelas musicais
| Chart (2016)                            | Maior posição |
| --------------------------------------- | ------------- |
| Alemanha (Offizielle Deutsche Charts)   | 14            |
| Austrália (ARIA)                        | 14            |
| Áustria (Ö3 Austria Top 40)             | 22            |
| Bélgica (Ultratop Flandres)             | 12            |
| Bélgica (Ultratop Valônia)              | 22            |
| Escócia (Official Scottish Albums)      | 39            |
| Espanha (PROMUSICAE)                    | 15            |
| Canadá (Billboard)                      | 10            |
| Estados Unidos (Billboard 200)          | 2             |
| Estados Unidos (Top R&B/Hip Hop Albums) | 1             |
| França (SNEP)                           | 20            |
| Irlanda (IRMA)                          | 27            |
| Itália (FIMI)                           | 14            |
| Noruega (VG-lista)                      | 16            |
| Nova Zelândia (RMNZ)                    | 24            |
| Países Baixos (Dutch Charts)            | 12            |
| Polónia (ZPAV)                          | 13            |
| Portugal (AFP)                          | 15            |
| Reino Unido (UK Albums Chart)           | 21            |
| Reino Unido (UK R&B Albums Chart)       | 1             |
| Suécia (Sverigetopplistan)              | 21            |
| Suíça (Schweizer Hitparade)             | 5             |

| Chart (2016)                                      | Posição |
| ------------------------------------------------- | ------- |
| Estados Unidos (Billboard Top R&B/Hip-Hop Albums) | 67      |
| Chart (2017)                                      | Posição |
| Estados Unidos (Billboard Top R&B/Hip-Hop Albums) | 96      |

## Histórico de lançamento
| País        | Data                  | Edição        | Format(os)                    | Gravadoras | Ref.   |
| ----------- | --------------------- | ------------- | ----------------------------- | ---------- | ------ |
| Reino Unido | 4 de novembro de 2016 | Padrão deluxe | CD Download digital streaming | RCA        | [ 22 ] |
| EUA         | 4 de novembro de 2016 | Padrão deluxe | CD Download digital streaming | RCA        | [ 42 ] |